# Cultura Dong Son

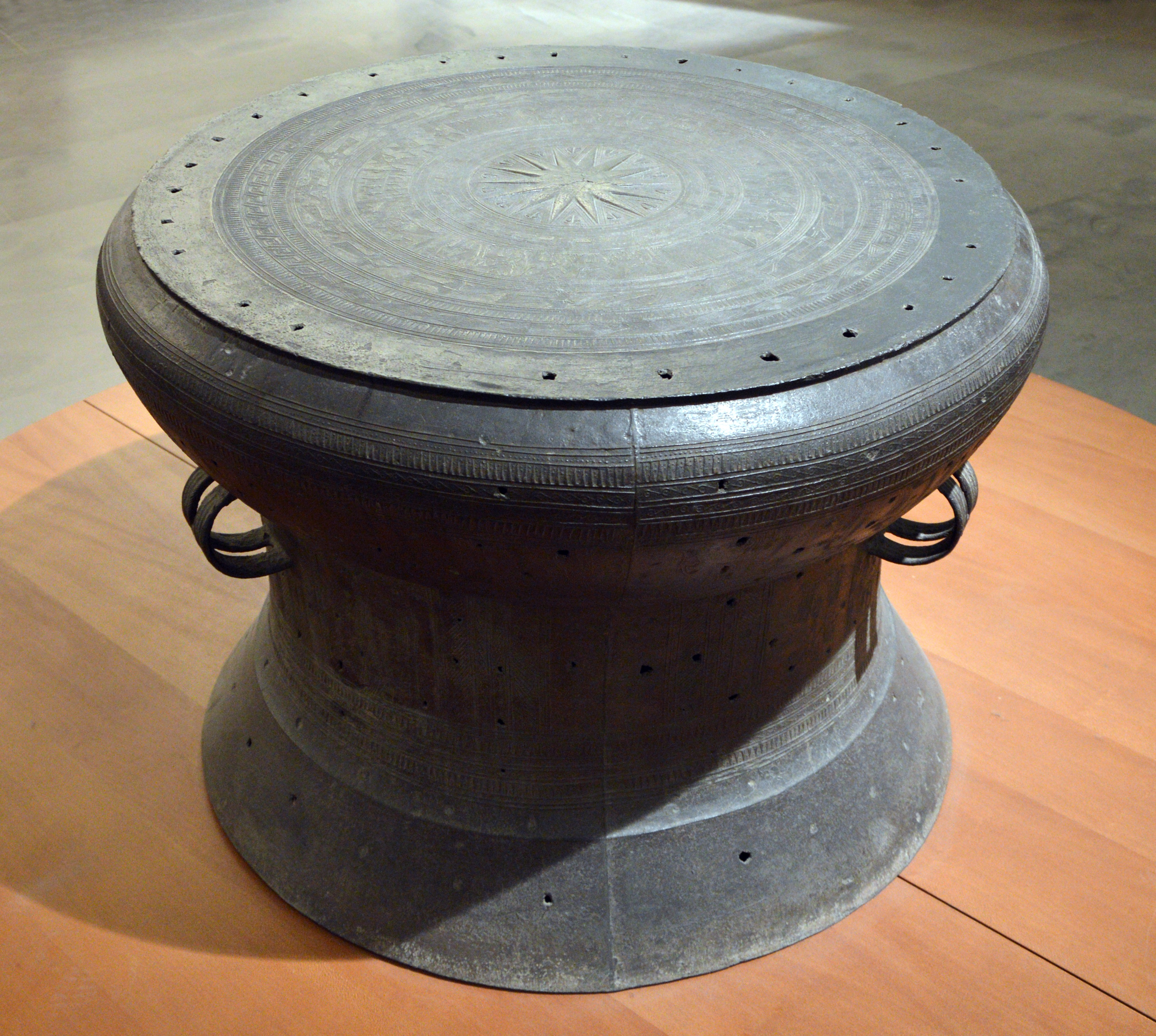
Tamburină Dong Son din Sông Đà, Mường Lay, Vietnam. Cultura Dong Son II. Mijlocul primului mileniu î.Hr. Bronz.

Cultura Dong Son (numită după Đông Sơn, un sat din Vietnam) a fost o cultură din epoca bronzului din Vietnamul antic concentrat pe Valea Râului Roșu din nordul Vietnamului, începând cu anul 1000 î.Hr. până în secolul I d.Hr. A fost ultima mare cultură a Văn Lang și a continuat mult timp în perioada statului Âu Lạc. Influența sa s-a răspândit în alte părți ale Asiei de Sud-Est, inclusiv în Asia de Sud-Est Maritimă, de la aproximativ 1000 î.H. până în anul 1 î.Hr.
Populația Dong Son, cunoscută și ca Lạc sau Lạc Việt, știa să cultive orezul, să crească bivoli și porci, să pescuiască și să navigheze în canoe lungi. De asemenea, știau să realizeze sculpturi din bronz, fapt evidențiat de tamburul Dong Son găsită pe scară largă în nordul Vietnamului și în sudul Chinei.
La sud de cultura Dong Son era cultura Sa Huỳnh a populației Cham.

## Origini

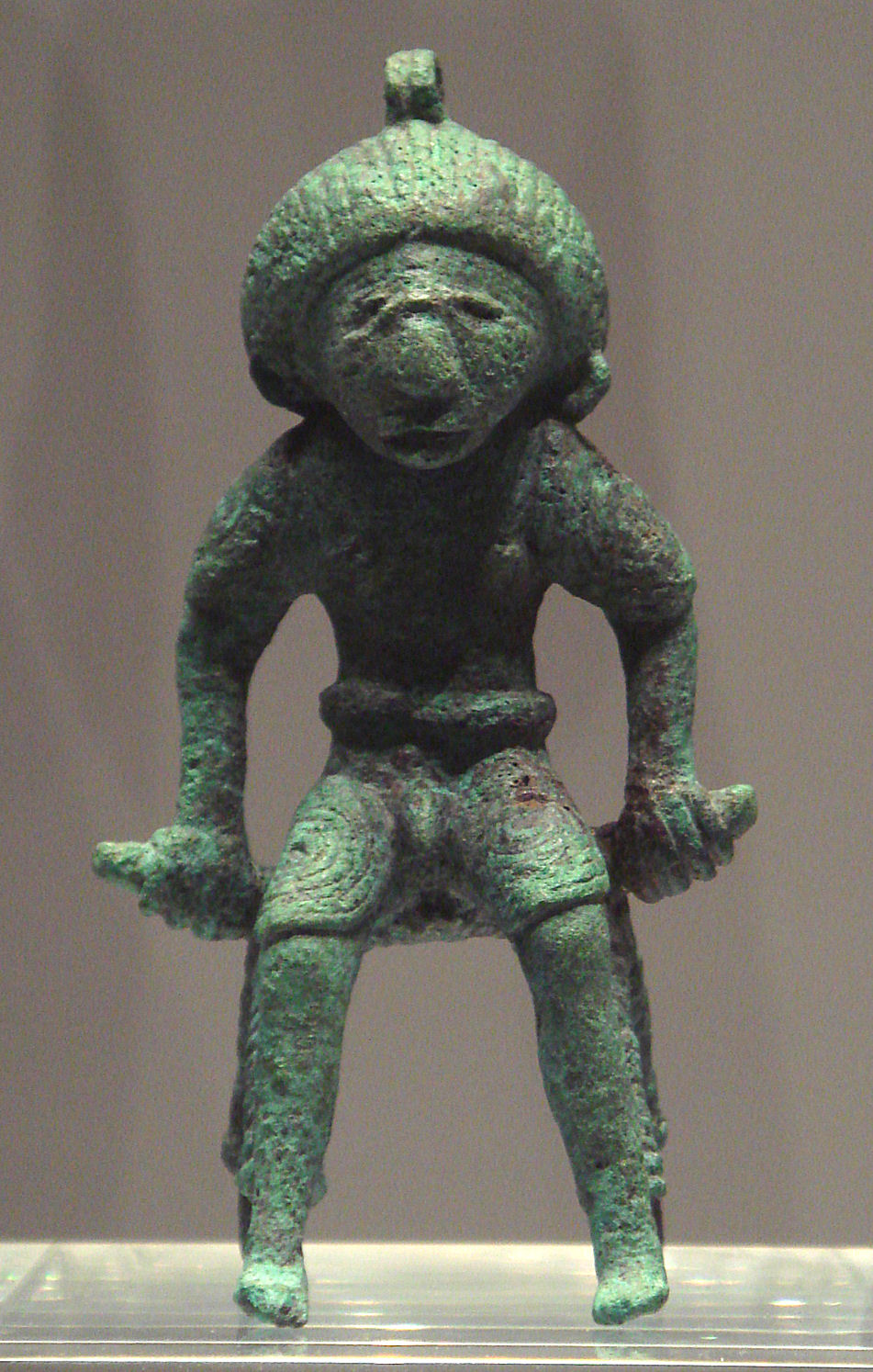
Figurină de bronz, cultura Dong Son, din Thailanda de azi

Originile culturii Dong Son pot fi urmărite înapoi la piesele de bronz antice. Teoria tradițională se bazează pe presupunerea că turnarea bronzului din Asia de Est a avut loc în nordul Chinei. Cu toate acestea, conform descoperirilor arheologice din Isan, Thailanda din anii 1970, turnarea bronzului a început în Asia de Sud-Est. Industria de bronz din Dong Son are o origine locală, echivalentă în timpul culturii Gò Mun, 700-500 î.Hr. Acestea includ topoare de bronz, vârfuri de lăncii și cuțite. Aceasta a fost urmată de pumnale, săbii, tobe și situla de la 500-0 î.H. În cele din urmă, sigilii, monede, oglinzi și halberde chineze apar în primul secol d.Hr
Tamburinele de bronz au fost folosite pentru război, „șefii triburilor chemau războinicii tribului prin baterea tamburinei“, în timpul doliului și a sărbătorilor. Figurinele de bronz au fost realizate de fabricile chinezești, dar scenele sunt locale, inclusiv toboșarii și alți muzicieni, războinici, prezentarea prelucrării orezului, păsări, căprioare, vase de război și desene geometrice.
Tamburinele din bronz au fost fabricate în proporții semnificative în nordul Vietnamului și în anumite locuri din Yunnan. Tamburinele de bronz Dong Son arată o „pricepere remarcabilă“ în realizarea lor. Tambuina Có Loa cântărește 72 de kilograme și ar fi necesitat topirea a 1,1 și 7,7 tone de minereu de cupru.